# Les Kicékafessa
 (mars 2022).
La mise en forme du texte ne suit pas les recommandations de Wikipédia : il faut le « wikifier ».
Les points d'amélioration suivants sont les cas les plus fréquents. Le détail des points à revoir est peut-être précisé sur la page de discussion.
- Les titres sont pré-formatés par le logiciel. Ils ne sont ni en capitales, ni en gras.
- Le texte ne doit pas être écrit en capitales (les noms de famille non plus), ni en gras, ni en italique, ni en « petit »…
- Le gras n'est utilisé que pour surligner le titre de l'article dans l'introduction, une seule fois.
- L'italique est rarement utilisé : mots en langue étrangère, titres d'œuvres, noms de bateaux, etc.
- Les citations ne sont pas en italique mais en corps de texte normal. Elles sont entourées par des guillemets français : « et ».
- Les listes à puces sont à éviter, des paragraphes rédigés étant largement préférés. Les tableaux sont à réserver à la présentation de données structurées (résultats, etc.).
- Les appels de note de bas de page (petits chiffres en exposant, introduits par l'outil «  Source ») sont à placer entre la fin de phrase et le point final[comme ça].
- Les liens internes (vers d'autres articles de Wikipédia) sont à choisir avec parcimonie. Créez des liens vers des articles approfondissant le sujet. Les termes génériques sans rapport avec le sujet sont à éviter, ainsi que les répétitions de liens vers un même terme.
- Les liens externes sont à placer uniquement dans une section « Liens externes », à la fin de l'article. Ces liens sont à choisir avec parcimonie suivant les règles définies. Si un lien sert de source à l'article, son insertion dans le texte est à faire par les notes de bas de page.
- La présentation des références doit suivre les conventions bibliographiques. Il est recommandé d'utiliser les modèles {{Ouvrage}}, {{Chapitre}}, {{Article}}, {{Lien web}} et/ou {{Bibliographie}}. Le mode d'édition visuel peut mettre en forme automatiquement les références.
- Insérer une infobox (cadre d'informations à droite) n'est pas obligatoire pour parachever la mise en page.

Pour une aide détaillée, merci de consulter Aide:Wikification.
Si vous pensez que ces points ont été résolus, vous pouvez retirer ce bandeau et améliorer la mise en forme d'un autre article.
 (mars 2022).
Les Kicékafessa est un ancien duo d'humoristes français créé en 2011 pour participer à l'émission On n'demande qu'à en rire. Le duo est composé de Sandra Colombo et Pascal Rocher, faisant tous deux partie de La Compagnie Kicékafessa créée en 2002.
Le 2 septembre 2014, ils annoncent leur séparation sur Facebook.

## Biographies individuelles

### Sandra Colombo

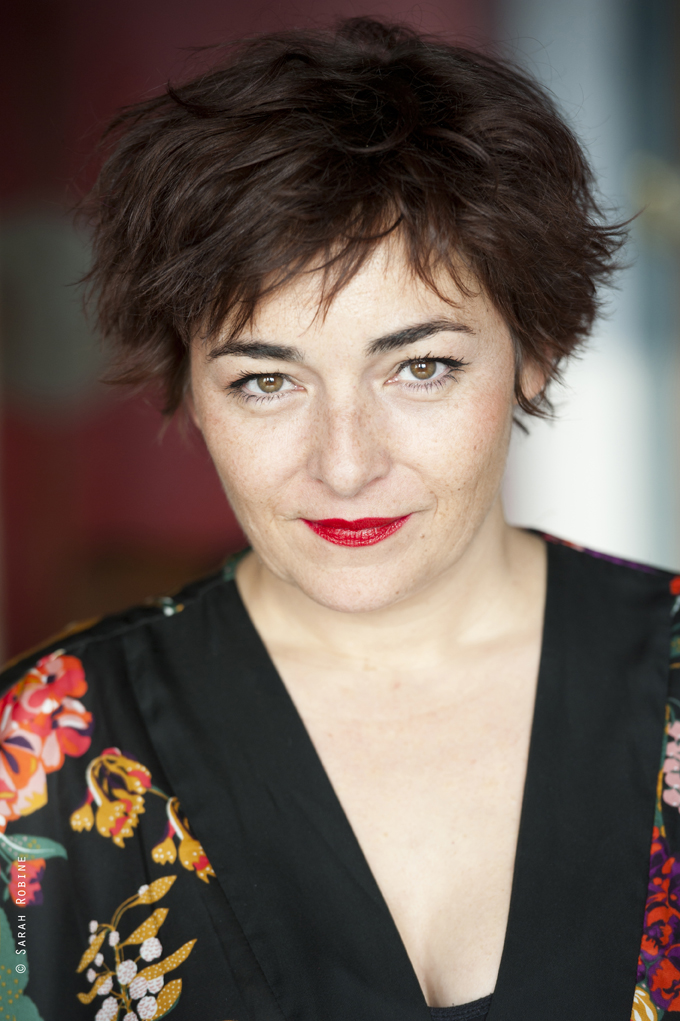
Sandra Colombo (2015)

Née le 9 juin 1977, Sandra Colombo est originaire de Tarbes (Hautes-Pyrénées). Elle passe un diplôme d'études supérieures spécialisées de psychologie clinique. Mais après 5 ans d’études, l’obtention d’un DESS de psychopathologie clinique option psychanalyse, elle décide de changer de domaine d'activité et travaille pendant 2 ans en tant que directrice de clientèle dans la publicité. En parallèle, toujours passionnée par la comédie, elle travaille en tant que comédienne. En mars 2011, elle décide d’aller chercher son camarade Pascal Rocher pour créer « Les Kicékafessa » et tenter  On n’demande qu’à en rire.
Plus de 50 passages plus tard, 3 saisons de télé, un spectacle collégial au Casino de Paris et plus de 450 représentations de « Nous Deux », la pièce qu’ils ont écrite ensemble, les Kicékafessa se séparent.[non neutre]
En 2015, elle écrit son premier spectacle "Sandra, elle a tout d'une grande" qu'elle jouera également au festival d'Avignon en 2016. En 2019 elle écrit et interprète son deuxième seule en scène, Instagrammable et cervelées. Forte de ce succès, elle enchaîne avec l'écriture d'un seule en scène plus personnel, Que faire des cons, en 2020.[non neutre]

### Pascal Rocher
Né le 1er avril 1966 à Paris, il travaille d'abord dans le domaine du tourisme. Il découvre les cours de théâtre en 1994 et décide d'en faire son métier à l'âge de 30 ans. En 2000, il écrit sa première pièce avec Philippe Aris: "De toutes manières", une comédie à dix personnages sur le thème du coming-out, qui sera jouée plus de 400 fois à Paris. Il joue ensuite d'autres pièces qu'il met parfois en scène, dont une reprise de « Ils se sont aimés » de Pierre Palmade et Muriel Robin. C'est en 2008 qu'il écrit « Comme ils disent », avec Christophe Dauphin, une comédie sur le couple gay qui restera à l'affiche pendant trois ans. En 2011, il fait son entrée dans l'émission de Laurent Ruquier On n'demande qu'à en rire au sein du duo les Kicékafessa, avec Sandra Colombo. Ils y resteront jusqu'en 2014 et joueront leur spectacle "Nous deux" plus de 400 fois. Il joue ensuite dans 'J'aime beaucoup ce que vous faites" de Carole Greep, au Café de la Gare jusqu'en 2016, puis il écrit "De Vrais Gamins", une comédie sur le thème de l'homoparentalité, programmée au Splendid en 2016. Sa cinquième pièce « Oui » qui traite de l'organisation du mariage, sera jouée au Café de la Gare jusqu'en 2018. Il rencontre ensuite Joseph Gallet avec qui il co-écrit « Dîner de Famille », puis « De quoi je me mêle », encore à l'affiche à ce jour.

#### Cinéma et télévision
- 2007 : Par suite d'un arrêt de travail... de Frédéric Andréi : un routier
- 2007 : 99 francs de Jan Kounen : un paysagiste
- 2009 : Mensch de Steve Suissa : un livreur
- 2011 : Halal police d'État de Rachid Dhibou : flic contrôle 2[2].
- 2013 : Pub Allianz de Bruno Chiche (avec Inès de la Fressange)
- 2014: Le bonheur des Dupré de Bruno Chiche : Le médecin légiste
- 2015 : Pardon !! (CM) de Mallory Grolleau : Patrick (également co-scénariste)
- 2019 : Les sauvages de Rebecca Zlotowski : Capitaine Tellier
- 2021 : Fugueuse de Jérôme Cornuau : Un policier

## Spectacles

### Le duo
- 2011 - 2014 : Nous deux de Pascal Rocher et Sandra Colombo, mise en scène par Christophe Canard - Théâtre Le Mélo d'Amélie.
- 2012 : On n'demande qu'à en rire au Casino de Paris présenté par Laurent Ruquier
- 2012 : Metamere en impro en voix-off

### Sandra Colombo
- 2006 : Paradise Hotel mise en scène par Fabrice Herbault et M.A. Thomassin, Théâtre d'Edgar. En alternance
- 2008 - 2009 : À Plein Régime de François Rimbau, mise en scène par l'auteur. Elle joue en alternance avec Valérie Bernard au théâtre des deux rêves à Paris en 2008 et au Théo Théâtre à Paris en 2009.
- 2010 : 22 v'là les filles de Sandra Colombo et Sophie Picciotto, mise en scène par Christophe Canard théâtre Montorgueil.
- 2010 - 2011 : Un mariage follement gai de Thierry Dgim mise en scène par l'auteur avec Aurore Pourteyron (en alternance avec Caroline Riou et Alix Benezech), Cathy Chabot (en alternance avec Geneviève Gil et Sandra Colombo) et Thierry Dgim (en alternance avec Valentin Langlois)[3] Théâtre Montorgueil et Comédie des 3 bornes mais également en juillet au Festival off d'Avignon.
- 2011 : Tout Baigne mise en scène par Cathy Guillemin au théâtre Le Temple[4].
- 2011 : Qui aime bien trahit bien de Vincent Delboy mise en scène par Thierry Patru à l'Alambic Comédie[5] mais également en juillet au Festival off d'Avignon.
- 2011 : Un monde merveilleux de Didier Caron et E Laborie mise en scène par Stéphane Boutet à Comédie Bastille[6].
- 2015 : Sandra Colombo, Elle a tout d'une grande de Sandra Colombo, mise en scène par Arnaud Schmitt.
- 2018 : Les mémoires de Paul Palandin de Grégory Corre, mise en scène Christophe Canard et Constance Carrelet
- 2019 : Instagrammable et cervelées, seule en scène de et par Sandra Colombo
- 2020 : Que faire des Cons, seule en scène de et par Sandra Colombo

### Pascal Rocher
- 2000 - 2003 : De toutes manières… Coauteur et commetteur en scène Pascal Rocher (avec Philippe Aris)  à la Comédie de Paris et Comédie-Caumartin[7].
- 2002 : Et pourquoi pas ? de B. Bibas, au théâtre Galabru. (Mise en scène)
- 2000 : Insensé de et mis en scène Emmanuel Kévarec au théâtre Clavel.
- 2005 - 2006 : Ils se sont aimés de Pierre Palmade et Muriel Robin, mise en scène Pascal Rocher au Festival d'Avignon et en tournée.
- 2008 - 2011 : Comme ils disent de Christophe Dauphin et Pascal Rocher, mise en scène  Christophe Canard à la Comédie Bastille, Mélo d'Amélie, théâtre Le Temple, théâtre du Point-Virgule et en tournée[8].
- 2011 - 2014 : Nous deux, de Pascal Rocher et Sandra Colombo, en tournée et au Mélo d'Amélie.
- 2008 : La fabuleuse histoire de Valentin (Spectacle pour enfants) de Guillaume Veyre, mise en scène Olivier Till au théâtre le Mélo d’Amélie à Paris.
- 2016 : De vrais gamins, mise en scène Rodolphe Sand au théâtre du Splendid à Paris.
- 2017 - 2018 : Oui, de Pascal Rocher, mise en scène Rodolphe Sand, au Café de la Gare et en tournée.
- Depuis 2017 : Dîner de Famille, de Pascal Rocher et Joseph Gallet, mise en scène Pascal Rocher, au Café de la Gare, et en tournée.
- Depuis 2019 : De quoi je me mêle, de Pascal Rocher et Joseph Gallet, mise en scène Catherine Marchal, au Théâtre Edgar, aux Enfants du paradis, et en tournée.

### La Compagnie Kicékafessa
La Compagnie Kicékafessa est créée en 2002, elle est constituée d'un collectif de comédiens, metteurs en scène, auteurs et musiciens professionnels, les deux comédiens constituant le duo Les Kicékafessa en font partie ainsi que Christophe Dauphin ou Philippe Gouin.
- 2004 : Folie Printanière de Christophe Dauphin et Cottin, commetteur en scène Pascal Rocher au Théâtre du Splendid[9],[10].
- 2004 : Quelque bar ou ailleurs Comédie musicale de Gérald Duchemin et Rémy Jousse, mise en scène par Pascal Rocher au Théâtre de La Jonquière.
- 2007 : Tamisez-moi le galley de Gérald Duchemin et Rémy Jousse, mise en scène par Éric Zanettacci, commise en scène Pascal Rocher au Théâtre du Temple à Paris et en tournée.

## Radio

### Le duo
- 2012 : Le Talk, Fun Radio
- 2012 : Rire et Chansons, NRJ Group

### Sandra Colombo
- 1997 : Les jeunes reporters d’Europe - Les coulisses de Miss France, Europe 1
- 1998 : Les jeunes reporters d’Europe - Les ours dans les Pyrénées, Europe 1

### Pascal Rocher
- 2005 - 2007 : Les épluchures, chroniques humoristiques, coauteur et coanimateur, Vivre FM

## Télévision
- 2011 - 2013 : On n'demande qu'à en rire, France 2.
- 2012 - 2013 : ONDAR Show, France 2
- 2012 : La nuit du off, France 4

### On n'demande qu'à en rire
Leur duo se forme à l'occasion de cette émission. Ils y participent depuis le 10 mars 2011 et sont devenus pensionnaires sociétaires (c'est-à-dire plus de 10 passages) le 17 mai 2011.
Leur record personnel est de 93/100 acquis lors de la spéciale été 2.
En saison 3, ils quittent la quotidienne pour participer à la nouvelle émission ONDAR Show, avec d'autres pensionnaires de la première saison les samedis soirs sur France 2. À la suite de l'arrêt de l'émission par la production (dernière émission le 26 janvier 2013), le duo revient quelques mois plus tard dans la quotidienne d'On n'demande qu'à en rire.
| 1             | Un retraithon pour les retraités | 10 mars 2011     | 76                      |
| 2             | Bientôt Dalida au cinéma | 14 mars 2011     | 16/20 (Téléspectateurs) |
| 3             | Apporter un objet en gage | 30 mars 2011     | 82                      |
| 4             | Le nouvel essor de la vente à domicile | 8 avril 2011     | 73                      |
| 5             | Vous jouez la même pièce pour la 17 000e fois                                                                                                  | 14 avril 2011    | 67                      |
| 6             | Faire l'amour augmente notre espérance de vie                                                                                                  | 21 avril 2011    | 77                      |
| 7             | La fête des non-parents par choix | 28 avril 2011    | 54 (Repêchage)          |
| 8             | Les salons de coiffure low cost | 2 mai 2011       | 17/20 (Téléspectateurs) |
| 9             | Trop de boutons sur le volant d'une Formule 1                                                                                                  | 11 mai 2011      | 73                      |
| 10            | L'interview de Dr House | 17 mai 2011      | 84                      |
| 11            | Le retour de Peter Pan (avec Garnier et Sentou)                                                                                                | 18 mai 2011      | 75                      |
| 12            | Incapable de faire marcher un appareil de fitness                                                                                              | 15 juin 2011     | 77                      |
| 13            | Les Français no 1 des animaux de compagnie (avec Garnier et Sentou, Sacha Judaszko, Nicole Ferroni, Babass, Les Lascars Gays et Florent Peyre) | 16 juin 2011     | 78                      |
| 14            | La guerre entre nutritionnistes (participation d'Arnaud Tsamere)                                                                               | 22 juin 2011     | 64                      |
| 15            | Non aux œuvres d'art taxées | 29 juin 2011     | 84                      |
| Spécial été 1 | La météo de vos vacances (participation de Tania Young)                                                                                        | 30 juillet 2011  | 74                      |
| Spécial été 2 | En vacances à Paris Plage (avec Garnier et Sentou)                                                                                             | 6 août 2011      | 93                      |
| Spécial été 3 | Élection de Miss Camping (en trio avec Nicole Ferroni et Constance et participation de Clara Morgane)                                          | 13 août 2011     | 86                      |
| Spécial été 4 | Vous racontez vos vacances à vos collègues de travail (avec Garnier et Sentou)                                                                 | 3 septembre 2011 | 17/20 (Téléspectateurs) |

| 16      | Demander des médicaments pour maigrir                                                                                               | 6 septembre 2011  | 71                                         |
| 17      | Soutenir son mari quoi qu'il fasse                                                                                                  | 15 septembre 2011 | 74                                         |
| 18      | Casting pour être Coco Girl | 20 septembre 2011 | 85                                         |
| 19      | L'album de duo de Tony Bennett | 27 septembre 2011 | 89                                         |
| 20      | 2 septuagénaires se déchirent autour d'un « Amigo »                                                                                 | 4 octobre 2011    | 62                                         |
| 21      | Attention aux punaises dans les lits                                                                                                | 2 novembre 2011   | 57 (Repêchage)                             |
| 22      | L'interdiction de fouiller dans les poubelles                                                                                       | 7 novembre 2011   | 15/20 (Téléspectateurs)                    |
| 23      | L'école des gardiens d'immeubles | 16 novembre 2011  | 84                                         |
| 24      | Un couple d'octogénaires ouvre une boulangerie (participation de Cyril Garnier)                                                     | 26 novembre 2011  | 68                                         |
| 25      | Un test de paternité précoce | 6 décembre 2011   | 72                                         |
| 26      | Reconstitution de la crèche de Noël (avec Garnier et Sentou et participation de Shirley Souagnon, Florent Peyre et Arthur Milchior) | 12 décembre 2011  | 17/20 (Téléspectateurs)                    |
| 27      | Première leçon de ski | 6 janvier 2012    | 73                                         |
| 28      | Le classement des personnalités du JDD (participation de Nicole Ferroni)                                                            | 13 janvier 2012   | 84                                         |
| 29      | Je suis enquêteur pour un institut de sondage (participation de Guillaume Sentou et Shirley Souagnon en voix off)                   | 19 janvier 2012   | 73                                         |
| 30      | Cours de maquillage dans un collège en Grande-Bretagne                                                                              | 2 février 2012    | 79                                         |
| Prime 1 | Les derniers jours des soldes (participation de Stone)                                                                              | 4 février 2012    | 165/200 (Jury : 83 - Téléspectateurs : 82) |
| 31      | Les routiers qui conduisent en regardant un film                                                                                    | 17 février 2012   | 71                                         |
| 32      | Les Français se soignent seuls chez le pharmacien                                                                                   | 23 février 2012   | 61                                         |
| 33      | Alexandrie, Alexandra (participation de Ahmed Sylla et Sacha Judaszko)                                                              | 9 mars 2012       | 85                                         |
| 34      | Une comédienne s'excuse après une bourde                                                                                            | 14 mars 2012      | 86                                         |
| 35      | Amour virtuel, du fantasme à la réalité                                                                                             | 27 mars 2012      | 77                                         |
| Prime 2 | Sheila, le biopic (participation de Nicole Ferroni et de danseurs)                                                                  | 13 avril 2012     | 152/200 (Jury : 73 - Téléspectateurs : 79) |
| 36      | Des moutons pour remplacer les tondeuses                                                                                            | 24 avril 2012     | 73                                         |
| 37      | La finale de super mamie (participation de Vérino et Catherine Barma)                                                               | 4 mai 2012        | 85                                         |
| 38      | Coacher sa candidate pour la finale de « The Voice » (participation de Florent Peyre)                                               | 15 mai 2012       | 86                                         |
| 39      | Parodie de « N'oubliez pas les paroles » (participation de Guillaume Sentou)                                                        | 15 juin 2012      | 86                                         |
| 40      | L'Eurovision et ses candidats insolites (participation des Décaféinés et Nicole Ferroni)                                            | 22 juin 2012      | 87                                         |
| Prime 3 | Rencontre au bal des pompiers (participation de Donel Jack'sman et de danseurs)                                                     | 29 juin 2012      | 164/200 (Jury : 81 - Téléspectateurs : 83) |

| 41 | C'est moi qui vais jouer Yves Saint-Laurent                         | 18 mars 2013  | 78 |
| 42 | J'ai testé le doudou pour adultes (participation de Nicole Ferroni) | 12 avril 2013 | 77 |
| 43 | Lutte contre l'illettrisme (participation de Cyril Garnier)         | 21 mai 2013   | 80 |

| Non noté | Battle entre Frank Michaël et Frédéric François (Sandra Colombo en duo avec Nicole Ferroni) | 4 juillet 2014 |

Ils sont également apparus lors du premier et deuxième prime time d'On n'demande qu'à en rire. Éliminés à l'issue du deuxième prime time, ils ne pouvaient pas aller au spectacle On n'demande qu'à en rire au Casino de Paris. À la suite de l'abandon de Constance lors d'une quotidienne, la production décide de les sélectionner pour le casino. Ils participent au spectacle ainsi qu'au 3e prime time.
Dans un premier temps, Les Kicékafessa annoncent le 2 avril 2014 qu'ils ne participeraient pas à la quatrième saison de l'émission avant de revenir sur cette décision le 10 avril. Ils étaient les seuls pensionnaires de l'émission à encore être soumis aux notes du jury, ce qu'ils ont considéré inacceptable.

## Récompenses
- 2008 : Pascal Rocher reçoit les prix du jury et prix du public du Festigay 2008 pour Comme ils disent